# Ramón Allende Padín
Pour les articles homonymes, voir Allende.
Ramón Allende Padín, dit El Rojo (né le 19 mars 1845 à Valparaíso et mort le 14 octobre 1884 à Santiago) est un médecin et homme politique chilien du XIXe siècle.
Député et sénateur du Parti radical, Ramón Allende est le grand-père du président de la République Salvador Allende Gossens.

## Biographie
Ramón Allende fait sa carrière sous le pseudonyme de « El Rojo » dans la franc-maçonnerie. Il revient à Valparaíso, sa ville natale, en 1864. Dans cette ville, il fonde la première école contrôlée par la franc-maçonnerie au Chili, la Blas Cuevas. 
Médecin depuis 1865, il a soigné beaucoup de pauvres. Ces derniers n'ayant pas d'argent le paient en aliments, vêtements etc.
Il préside la Sociedad Médica de Santiago de 1876 jusqu'en 1879.
Durant la guerre du Pacifique, il laisse son poste de député de la République. Il dirige le tout nouveau « servicio de ambulancias », hôpital ambulant, équipé d'une vingtaine de lits, de chirurgiens, d'infirmières et du matériel de chirurgie nécessaire.
En 1884, il devient grand maître de la grande Loge du Chili. Il ne remplit cette fonction que quelques mois car il meurt du diabète la même année.